# Lecythidaceae
Lecythidaceae A.Rich., 1825 è una famiglia di piante angiosperme dell'ordine Ericales.

## Tassonomia
La famiglia comprende i seguenti generi:
- Allantoma Miers
- Asteranthos Desf.
- Barringtonia J.R.Forst. & G.Forst.
- Bertholletia Bonpl.
- Brazzeia Baill.
- Careya Roxb.
- Cariniana Casar.
- Chydenanthus Miers
- Corythophora R.Knuth
- Couratari Aubl.
- Couroupita Aubl.
- Crateranthus Baker f.
- Eschweilera Mart. ex DC.
- Foetidia Comm. ex Lam.
- Grias L.
- Gustavia L.
- Lecythis Loefl.
- Napoleonaea P.Beauv.
- Oubanguia Baill.
- Petersianthus Merr.
- Pierrina Engl.
- Planchonia Blume
- Rhaptopetalum Oliv.
- Scytopetalum Pierre ex Engl.